# Maciej Świerzawski
Maciej Świerzawski (ur. 28 grudnia 1962 w Krakowie) – polski reżyser, producent telewizyjny.

## Życiorys
Studiował filozofię i religioznawstwo na Uniwersytecie Jagiellońskim w Krakowie oraz reżyserię filmowo-telewizyjną na Wydziale Radia i Telewizji Uniwersytetu Śląskiego w Katowicach. Asystował w filmach Agnieszki Holland ("Tajemniczy ogród") i Stevena Spielberga ("Lista Schindlera"). Był II reżyserem filmów Jerzego Stuhra ("Spis cudzołożnic", "Duże zwierzę"). 
Od 1997 roku związany z telewizją, reżyser wielu programów rozrywkowych i publicystycznych, seriali paradokumentalnych oraz fabularnych. W 2015 roku organizował kanał filmowy "TVN Fabuła", którym kierował do 2018 roku. Od 2018 do 2021 kierował kanałem telewizyjnym "Metro".
Od 2021 członek Rady Fundacji Off Camera, organizatora Międzynarodowego Festiwalu Kina Niezależnego "Off Camera" w Krakowie.

## Filmografia
- 2000: Duże zwierzę – II reżyser
- 1994: Spis cudzołożnic – współpraca reżyserska
- 1993: Lista Schindlera – asystent producenta
- 1992: Tajemniczy ogród – asystent reżysera
- 2017: Voyage, Voyage – film dokumentalny, producent nadzorujący[6][7]

## Programy rozrywkowe
- 1998: Zostań gwiazdą – producent wykonawczy (1. edycja)
- 2000-2002: Ananasy z mojej klasy – reżyseria
- 2001-2003: Droga do Gwiazd – reżyseria[8]
- 2001: Zbigniew Wodecki i przyjaciele (koncert tv) – reżyseria
- 2002-2004: Chwila prawdy – reżyseria
- 2004: Najsłabsze ogniwo – reżyseria[9]
- 2004: Mamy Cię – reżyseria (studio)
- 2004: Narodowy test inteligencji – reżyseria
- 2005: Narodowy test na prawo jazdy – reżyseria
- 2006: Złoty dla zuchwałych - narodowy test wiedzy ekonomicznej – reżyseria
- 2008: Clever - widzisz i wiesz – reżyseria
- 2022: Bestsellery Empiku 2021 – reżyseria

## Seriale
- 2006-2011, od 2019: Sędzia Anna Maria Wesołowska – reżyseria[10]
- 2008-2010: Na Wspólnej – reżyseria (odcinki: 1106-1110, 1216-1220, 1311-1315, 1366-1370, 1391-1395, 1426-1430, 1476-1480, 1606-1610, 1626-1630, 1661-1665, 1691-1695, 1731-1735, 1821-1825, 1886-1890, 1926-1930, 1951-1955, 1986-1990, 2016-2020, 2041-2045, 2081-2085)
- 2008-2011: Sąd rodzinny – reżyseria[11]
- 2009: BrzydUla – reżyseria (odcinki: 41-45)
- 2012, 2014: Galeria – reżyseria sezonów 2. i 3.
- 2015: Wesołowska i mediatorzy – produkcja, reżyseria
- 2021: Instrukcja kochania – producent kreatywny[12]
- 2022: Agenci. Biuro detektywistyczne – producent kreatywny[13]
- 2022-2024: Leśniczówka – reżyseria (odcinki: 651-660, 671-679, 721-725, 727-729, 752-772, 811-820)[14]